# Ali Dembélé
Ali Bina Dembélé (Villepinte, 5 gennaio 2004) è un calciatore francese di origini maliane, difensore del Torino.

## Caratteristiche tecniche
Terzino destro prettamente offensivo, possiede una struttura fisica imponente che gli consente comunque di correre a notevole velocità. È spesso schierato come esterno di centrocampo. Può coprire all'occorrenza anche la fascia sinistra ed è anche adattabile a braccetto della difesa a tre, con risultati discreti. Dotato di un destro non molto educato, mostra grandi qualità in sovrapposizione ma pecca in fase di marcatura. Viene paragonato al calciatore ivoriano Wilfried Singo.

## Carriera

### Giovanili e Troyes
Nato e cresciuto a La Courneuve, in una zona malfamata a Nord-Est di Parigi, entra a far parte della scuola calcio del Bourget all’età di 6 anni. Messosi in mostra, nel 2017 viene ingaggiato dalle giovanili del Troyes. Per merito delle sue ottime prestazioni, nel 2021 è aggregato alla seconda squadra del club, militante nel campionato di terza serie, con la quale colleziona 3 presenze e nessuna rete.

### Torino e prestito al Venezia
Il 13 settembre 2022 viene acquistato dal Torino, che lo inserisce nella formazione Primavera. Scala velocemente le gerarchie dell'U19 di Scurto, tanto da venire convocato in prima squadra per il ritiro invernale in Spagna. Scende in campo in entrambe le amichevoli disputate dai Granata, giocando 23 minuti dell'incontro con l'Almería (pareggiato 1-1) e 26 di quello con l'Espanyol (vinto 1-0). Si ritaglia anche una piccola porzione di partita contro il Monza, sempre in amichevole, entrando all'85° sul risultato di 4-1 per i suoi, e contro la Cremonese (0-0, ingresso al 74°).
Il 4 gennaio 2023 riceve la sua prima convocazione ufficiale, rientrando nell'elenco in vista del match casalingo di Serie A contro il Verona pur senza scendere in campo. Riceverà altre numerose chiamate durante il resto della stagione ma non troverà mai l'esordio tra i grandi.
Dopo aver preso parte alla preparazione estiva precampionato agli ordini di Ivan Jurić, il 1º settembre 2023 viene ceduto in prestito secco annuale al Venezia, militante in Serie B. Fa il suo debutto con la maglia dei veneti il 7 ottobre successivo contro il Parma in occasione della nona giornata di campionato, rilevando Antonio Candela al 79°. Realizza il suo primo e unico gol in arancioneroverde il 25 novembre, contribuendo al 3-0 rifilato al Bari a domicilio. La compagine chiuderà il torneo al 3º posto, venendo promossa dai cadetti grazie alla vittoria dei play-off. Dembélé gioca complessivamente 16 partite, tutte da subentrato.

### Rientro al Torino
Terminato il periodo di prestito, il terzino rientra alla base dove ritrova il tecnico Paolo Vanoli, suo allenatore nella precedente annata. Confermato dal mister varesino, gioca la sua prima con la casacca del Toro l'11 agosto 2024, nel contesto del primo turno di Coppa Italia contro il Cosenza vinto 2-0. Esordisce anche nel massimo campionato sei giorni dopo, a San Siro contro il Milan, prendendo il posto di Bellanova all'88° sul punteggio di 2-0 a favore. I rossoneri saranno però artefici di una clamorosa rimonta nel recupero acciuffando il pareggio. Si fa notare in negativo, dopo un inizio di stagione positivo per lui e per la squadra, nei sedicesimi di Coppa Italia contro l'Empoli, perdendo la marcatura su Haas su un calcio d'angolo consentendogli così di segnare il 2-1 allo scadere, eliminando i suoi dalla competizione.
Il 23 aprile 2025 segna il suo primo gol in Serie A, in occasione della vittoria per 2-0 contro l'Udinese valida per il recupero della 33ª giornata.

## Statistiche

### Presenze e reti nei club
Statistiche aggiornate al 24 maggio 2025.
| Stagione        | Squadra         | Campionato      | Campionato | Campionato | Coppe nazionali | Coppe nazionali | Coppe nazionali | Coppe continentali | Coppe continentali | Coppe continentali | Altre coppe | Altre coppe | Altre coppe | Totale | Totale |
| Stagione        | Squadra         | Comp            | Pres       | Reti       | Comp            | Pres            | Reti            | Comp               | Pres               | Reti               | Comp        | Pres        | Reti        | Pres   | Reti   |
| --------------- | --------------- | --------------- | ---------- | ---------- | --------------- | --------------- | --------------- | ------------------ | ------------------ | ------------------ | ----------- | ----------- | ----------- | ------ | ------ |
| 2021-2022       | Troyes 2        | N3              | 3          | 0          | -               | -               | -               | -                  | -                  | -                  | -           | -           | -           | 3      | 0      |
| 2022-2023       | Torino          | A               | 0          | 0          | CI              | 0               | 0               | -                  | -                  | -                  | -           | -           | -           | 0      | 0      |
| ago.-set. 2023  | Torino          | A               | 0          | 0          | CI              | 0               | 0               | -                  | -                  | -                  | -           | -           | -           | 0      | 0      |
| set. 2023-2024  | Venezia         | B               | 14+2       | 1          | CI              | -               | -               | -                  | -                  | -                  | -           | -           | -           | 16     | 1      |
| 2024-2025       | Torino          | A               | 15         | 1          | CI              | 2               | 0               | -                  | -                  | -                  | -           | -           | -           | 17     | 1      |
| Totale Torino   | Totale Torino   | Totale Torino   | 15         | 1          |                 | 2               | 0               |                    | -                  | -                  |             | -           | -           | 17     | 1      |
| Totale carriera | Totale carriera | Totale carriera | 32+2       | 2          |                 | 2               | 0               |                    | -                  | -                  |             | -           | -           | 36     | 2      |